# Kočićevo (Gradiška)
Kočićevo (szerbül: Кочићево, 1951 előtt Junuzovci), falu Gradiška községben, Bosznia-Hercegovinában, Bosanska krajina területén, a Szerb Köztársaságban. 

## Fekvése
Bosznia-Hercegovina északi részén, Banja Lukától légvonalban 35, közúton 42 km-re északkeletre, községközpontjától légvonalban 13, közúton 18 km-re délkeletre, 91-96 méteres magasságban, a Lijevce polje síkságának középső részén fekszik. 

## Népessége
| Nemzetiségi csoport | Népesség 1991 | Népesség 2013 |
| ------------------- | ------------- | ------------- |
| Szerb               | 596           | 453           |
| Bosnyák             | 1             | 0             |
| Horvát              | 2             | 5             |
| Jugoszláv           | 29            | 0             |
| Egyéb               | 3             | 15            |
| Összesen            | 631           | 473           |

## Története
A Tučić nevű lelőhelyen feltárt régészeti leletek tanúsága szerint területén már a kora középkorban emberi település volt, melynek népessége a vitatott identitású Bijelo Brdo-kultúrához tartozott.
A település, melynek eredeti neve Junuzovci volt, 1878-ig tartozott az Oszmán Birodalomhoz, ekkor a berlini kongresszus határozata alapján az Osztrák-Magyar Monarchia része lett. 1879-ben az első osztrák-magyar népszámlálás során a Berbir községhez tartozó Junuzovci településnek 59 háztartása és 353 ortodox szerb lakosa volt.  1910-ben a Bosanska Gradiškai járáshoz tartozó településen 103 háztartást, 576 ortodox, 9 muszlim, 7 római katolikus és 8 görög katolikus lakost találtak. A monarchia szétesésével 1918-ban előbb a Szerb-Horvát-Szlovén Királyság, majd 1929-től a Jugoszláv Királyság része. 1921-ben Junuzovci községnek összesen 120 háztartása és 700 lakosa volt. Ebből 695 ortodox, 4 római katolikus és 1 görög katolikus lakos volt. Jugoszlávia megszállása után a Független Horvát Állam (NDH) része lett..
A második világháborúban a településnek 54 halálos áldozata volt, mind szerbek. 1945-től a szocialista Jugoszlávia része volt. A daytoni békeszerződést követő területfelosztásnál Bosanska Gradiška község részeként a Szerb Köztársaság területéhez került.

## Sport
- FK Zadrugar Kočićevo labdarúgóklub

## Nevezetességei
- Tučić – középkori temető maradványai. A lelőhelyet véletlenül fedezték fel, miközben a temető nagy részét sajnálatos módon elpusztították. A lelőhelyen 1903-ban és 1904-ben végeztek régészeti feltárásokat. A 0,60 – 0,70 méteres mélységben előkerült, megbolygatott, nyugat-keleti tájolású sírokból a városi múzeum munkatársai a 10. – 11. századi Bijelo Brdo-kultúrához tartozó bronz ékszereket emeltek ki. Később egy a karoling korból (9. – 10. század) származó vas lándzsahegy is előkerült innen.[4] A leletek a Gradiškai Múzeumba kerültek.

- A pravoszláv temető mellett áll a falu pravoszláv temploma. A temetőben egy kápolna is található.